# بيتر دويل (مغني)
بيتر دويل (بالإنجليزية: Peter Doyle)‏ هو مغني أسترالي، ولد في 28 يوليو 1949 في ملبورن في أستراليا، وتوفي في 13 أكتوبر 2001 في Castlemaine, Victoria ‏ في أستراليا بسبب سرطان المريء.

## وصلات خارجية
- بيتر دويل على موقع IMDb (الإنجليزية)
- بيتر دويل على موقع ميوزك برينز (الإنجليزية)